# Päivälehtimuseet
Päivälehtimuseet är ett museum som ligger på Ludvigsgatan i Helsingfors. Museet ligger i Sanoma Abp:s före detta tryckeri- och kontorsutrymmen, som användes ända till år 2000. Strax efter att utrymmena tömdes började man bygga museet, som öppnades för publik 11 november 2001. Museet ägs av Helsingin Sanomats Stiftelse. Päivälehtimuseets huvudtema är mediernas historia, nutid och framtid, både i Finland och runt världen. Inträde är gratis och museet har öppet varje dag klockan 11–17. Guidade turer kan också beställas gratis på förhand. Museet var finalist i ”Årets museum 2017”-tävlingen som arrangerades av Finlands Museiförbund.

## Utställningar

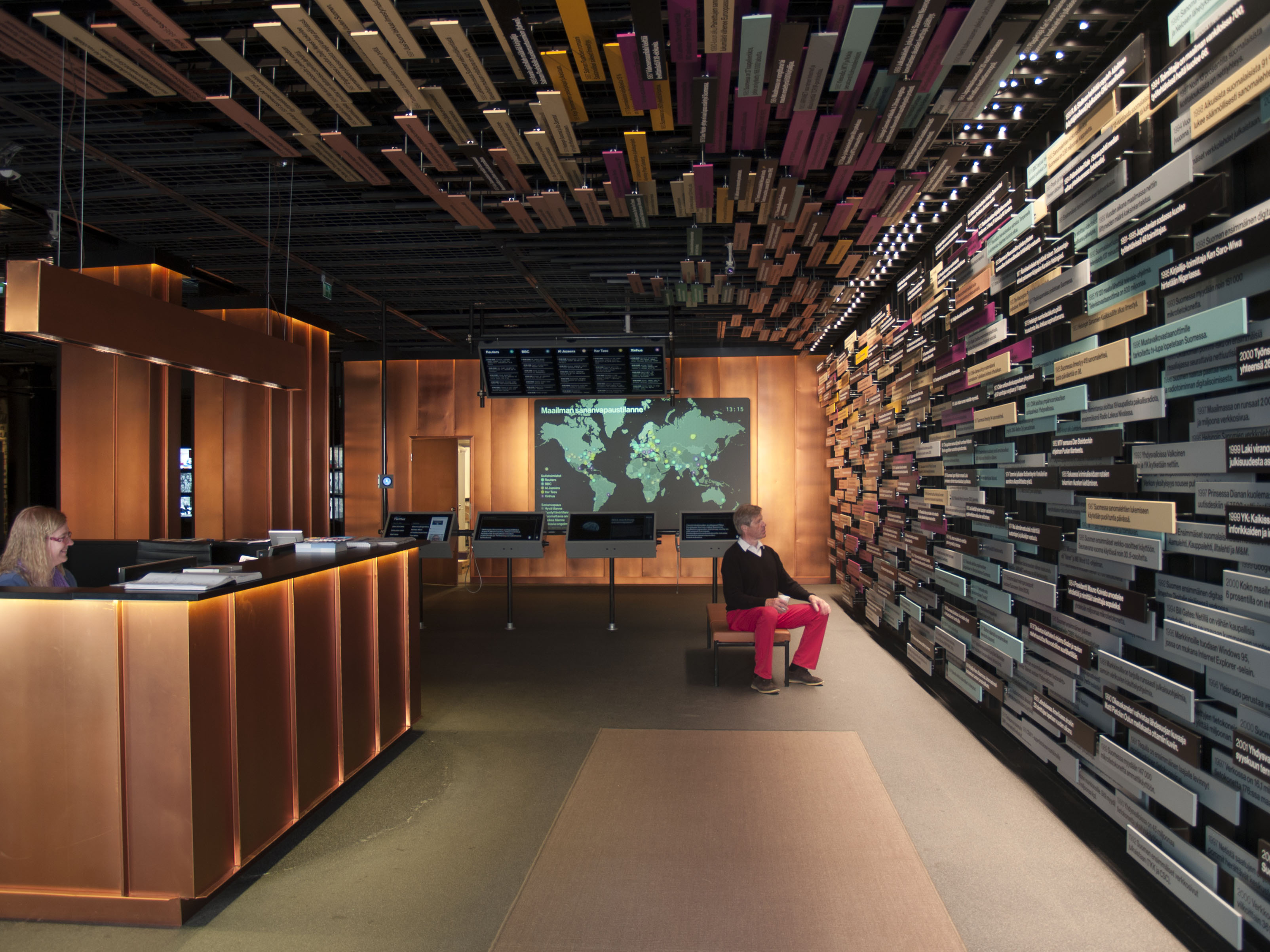
På väggen och uppe i taket i Päivälehtimuseets aula finns hundratals nyheter från över hundra år ända till idag.

Museets permanenta utställning handlar om yttrandefrihet och censur. Man behandlar ämnet framför allt med bilder och video. Man kan följa nyhetsströmmar i realtid på en världskarta och jämföra olika länders yttrandefrihetsstatus på digitala skärmar. Korta dokumentärer berättar om mediabranschens historia och framtid. Utöver den permanenta utställningen, ordnas även tillfälliga utställningar ibland. De tillfälliga utställningarna brukar rikta sig för barn och unga, och handlar oftast om aktuella ämnen i Finland och världen.
I tryckerikällaren som användes på 1990-talet hålls uppvisningar med jämna mellanrum. Under dem visar man hur man tryckte tidningar och böcker före datortiden. Man kan även bekanta sig själv med de gamla apparaterna och tryckkonstens historia.
Till ”nyhetsparken” (uutispuisto) hör en stor kollektion av föremål och tidningsbilder. Till samlingarna hör drygt 1 600 000 sidor nyheter och 20 000 bilder. Det finns även cirka 4000 föremål som använts av bland annat journalister, till exempel gamla kameror och skrivmaskiner.
Till ära för Helsingin Sanomats stiftelses 10-årsfest år 2015 renoverades museet under några månader. Då byggdes bland annat en ny läsesal. I läsesalen kan man läsa de senaste dagstidningarna och tidskrifterna. Det finns även ett referensbibliotek med verk med media som tema.